# Barbie Tingz
Barbie Tingz è un singolo della rapper trinidadiana Nicki Minaj, pubblicato il 12 aprile 2018. È stato scritto da Nicki Minaj e Jeremy Reid e prodotto da Chevy Music, dalla Young Money Entertainment e Cash Money Records. In un primo momento era previsto che questo brano comparisse nel quarto album della rapper, Queen, però è stato poi incluso nell'edizione target.

## Descrizione
Il 10 aprile 2018, Nicki ha rivelato la copertina della canzone sui social media, insieme a Chun-Li.

## Video musicale
Il videoclip, pubblicato il 4 maggio 2018, è stato diretto da Nicki e Giovanni Bianco della Serial Pictures. Ha mostrato la rapper in numerosi abiti differenti e coreografie diverse.

## Successo commerciale
Barbie Tingz è arrivata all'83º posto nella Billboard Hot 100 dopo diversi giorni di vendita e quattro giorni di rotazione radiofonica, con 21 000 download e 4.2 milioni di riproduzioni streaming. È salita al 25º posto nella settimana successiva, vendendo 29 000 copie digitali e guadagnando 18 milioni di riproduzioni. Nella terza settimana è scesa 78º.
Nella Official Singles Chart britannica, dopo una settimana completa di vendite e streaming, ha fatto il suo ingresso alla 31ª posizione con 11 021 unità, espandendo il record della Minaj di essersi posizionata in classifica almeno una volta dal suo debutto, avvenuto nel 2010.

## Classifiche
| Classifica (2018)                                       | Posizione raggiunta |
| ------------------------------------------------------- | ------------------- |
| Australia (ARIA)                                        | 41                  |
| Canada (Billboard Canadian Hot 100)                     | 21                  |
| Francia (Syndicat national de l'édition phonographique) | 58                  |
| Irlanda (Irish Singles Chart)                           | 58                  |
| Nuova Zelanda Heatseekers (RMNZ)                        | 1                   |
| Portogallo (AFP)                                        | 81                  |
| Scozia (Official Charts Company)                        | 28                  |
| Svezia (Sverigetopplistan)                              | 90                  |
| UK Singles (Official Charts Company)                    | 31                  |
| US Billboard Hot 100                                    | 25                  |
| US Hot R&B/Hip-Hop Songs (Billboard)                    | 17                  |